# 15569 Feinberg
15569 Feinberg eller 2000 GC60 är en asteroid i huvudbältet som upptäcktes den 5 april 2000 av LINEAR i Socorro County, New Mexico. Den är uppkallad efter Rebecca M. Feinberg.
Asteroiden har en diameter på ungefär 2 kilometer.